# CFR-Baureihe 040 DH
Die Lokomotiven der CFR-Baureihe 040 DH (Werksbezeichnung LDH 125) sind in großer Stückzahl hergestellte Lokomotiven mit hydrodynamischer Kraftübertragung, die für den Rangier- und leichten Streckendienst bei den rumänischen Staatsbahnen CFR produziert wurden. Darüber hinaus wurden 475 Lokomotiven an rumänische Industriebetriebe, 263 nach Bulgarien, 42 an Industriebetriebe in der ČSSR, drei an den Irak, zwei Stück nach China und eine Lokomotive in die UdSSR geliefert.

## Geschichte

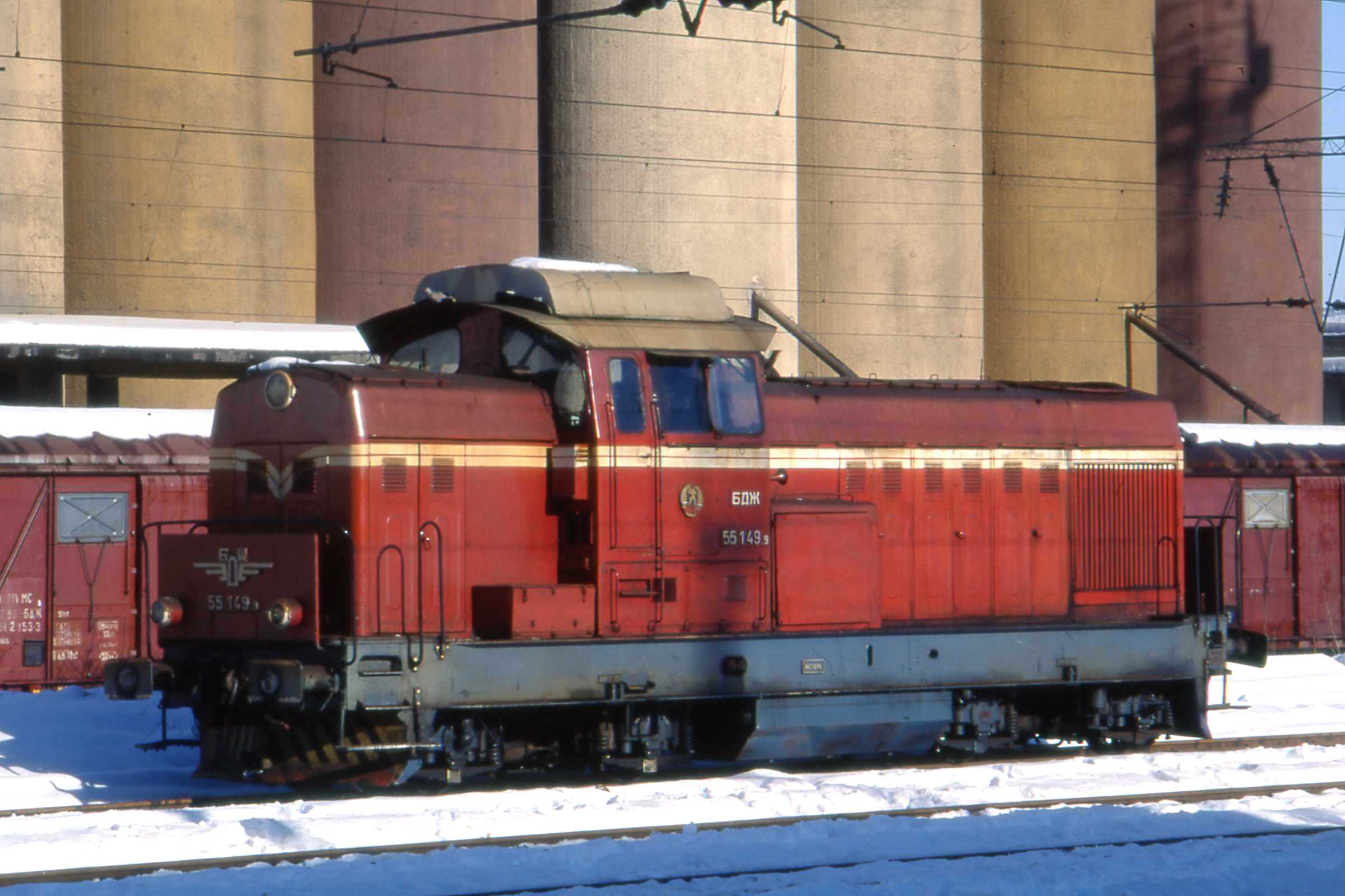
Ansicht der LDH 125 als BDZ-Reihe 55

Um im schweren Rangier- und den Streckendienst auf Nebenbahnen die Dampflokomotiven abzulösen, beschafften die CFR diese Lokomotive in großer Stückzahl. Die Lokomotive besitzt im Bereich der Drehgestelle und des Unterbereiches große Ähnlichkeit zu der SBB Bm 4/4. Die gesamte Lokomotive war nach einem Ausführungsprojekt bei der Sulzer AG entstanden, die Fertigung übernahmen die damaligen Bukarester Lokomotivwerke 23. August. Ermöglicht war die Fertigung in Bukarest weiters, weil die rumänischen Lokomotivwerke Lizenzen für die Fertigung von Strömungsgetrieben besaßen. In Deutschland ist diese Lokomotive bekannt geworden, weil eines der ersten gefertigten Exemplare auf der Leipziger Messe 1968 ausgestellt wurde. Ein Teil der Lokomotiven wurde auf Grund des Verwendungszweckes mit einer Dampfheizung ausgerüstet. Diese Lokomotiven erhielten später die Bezeichnung 80. Die ohne Zugheizung ausgerüsteten Fahrzeuge wurden als Reihe 81 eingereiht. Nach Bulgarien wurden die Lokomotiven als BDŽ-Baureihe 55 geliefert.
Vom Aufbau her ähnliche Fahrzeuge, aber mit anderer Motorleistung und Größe, sind die Lokomotiven LDH 45 und LDH 70. Von der LDH 125 wurden zusätzlich auch einige Loks in Breitspur gebaut. Eine weitere Variante der LDH 125 war die Reihe LDE 125, die ab 1977 bei gleicher Ausführung mit dieselelektrischem Antrieb gebaut wurde. Von dieser Variante, bei der auf demselben Untergestell etwas größere Aufbauten für die Aufnahme der voluminöseren Dieselelektrik nötig waren, wurden 110 Exemplare an rumänische Industriebetriebe und einige Exemplare für den Export nach Polen und Brasilien gefertigt. Zu erkennen ist diese Bauart an den fehlenden Verschieberbühnen an den Stirnseiten.

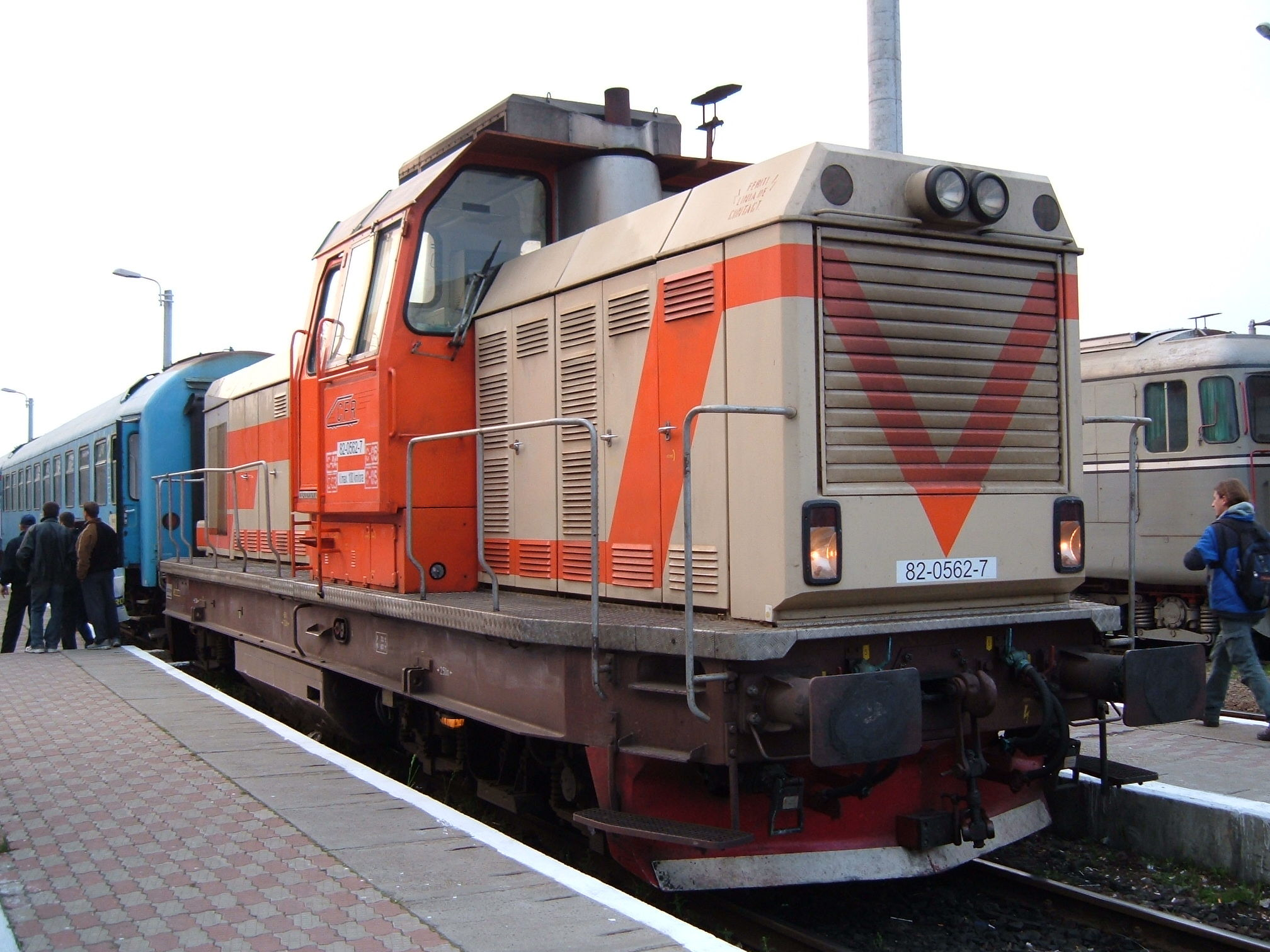
Ansicht einer umgebauten Lokomotive der CFR-Reihe 82

Die Lokomotiven waren außer auf Rangierbahnhöfen und Werkbahnen auf vielen Strecken mit mittleren Transport- und Steigungsverhältnissen eingesetzt und ersetzten dort zahlreiche Dampflokomotiven, besonders die CFR-Baureihe 230 und die CFR-Baureihe 50. Ein Inbegriff waren sie im Personenverkehr z. B. auf der Bahnstrecke Brașov–Zărnești, hier mit vierteiligen Doppelstockgarnituren. Im Laufe der Jahre ergaben sich mehrere Änderungen an den Fahrzeugen. So wurden von Remarul 25 Fahrzeuge mit einer elektrischen Zugheizung umgerüstet. Diese Maschinen erhielten die Bezeichnung 89.
Weitere Umbaumaßnahmen betrafen die Erneuerung des Maschinenanlage. So wurde von Alstom eine Umbauvariante angeboten, wo anstatt der alten Motoren von Sulzer neue bei gleicher hydrodynamischer Kraftübertragung eingebaut wurden. Die Lokomotiven mit den Motoren von Caterpillar wurden in die Reihe 82 umgezeichnet, Lokomotiven mit einer Antriebsanlage von MTU erhielten die Bezeichnung Reihe 83. Außerdem erhielten sie eine elektrische Zugheizanlage mit einem Hilfsdieselmotor. Da sich diese Umbaumaßnahmen bewährten, wurden weitere Fahrzeuge bei Remarul mit der Reihe 82 umgebaut. Eine vollständige Neugestaltung der Lokomotive erschien ab 2005 wiederum bei Remarul mit der Reihe 84, bei der außer der Erneuerung der Maschinenanlage in bekannter Form die Aufbauten in eckiger Form erneuert wurden.

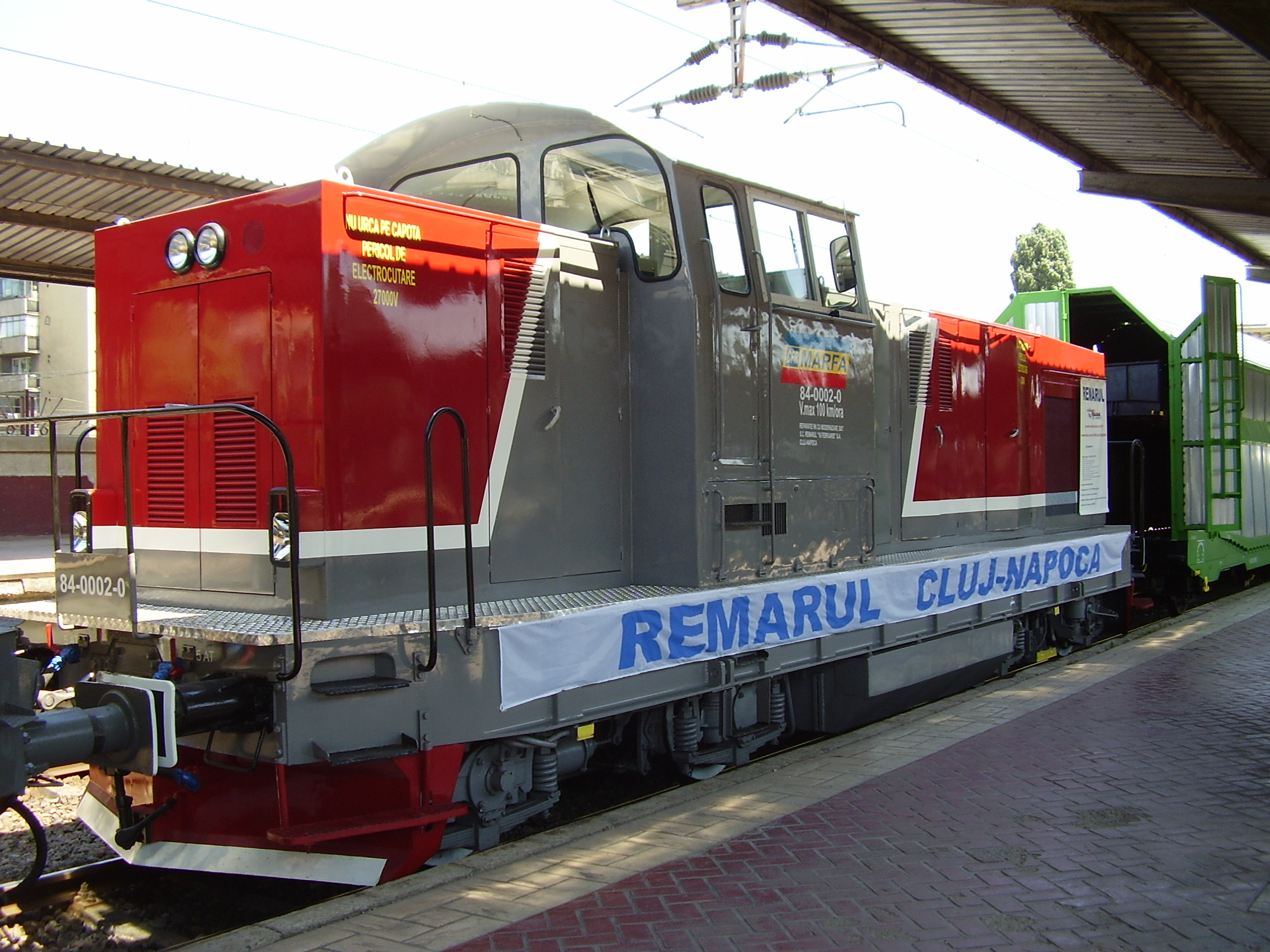
Ansicht einer umgebauten Lokomotive der Reihe 84

Die nicht modernisierten Lokomotiven wurden in Rumänien und Bulgarien inzwischen zum Verkauf an Dritte ausgeschrieben.

## Technische Beschreibung
Die Lokomotive ist mit zwei unterschiedlich langen Vorbauten und einem außermittig platzierten Führerstand ausgerüstet, der über die gesamte Breite des Rahmens reicht. Die in den Vorbauten untergebrachten Aggregate, im vorderen der Dieselmotor, im hinteren die Dampfheizung (jetzt die elektrische Zugheizeinrichtung) und die Batterie, sind von den Umläufen aus zu erreichen. Im vorderen Vorbau ist auch das Strömungsgetriebe untergebracht, es reicht bis unter den Führerstandboden.
Die Fahrzeuge sind mit einer herkömmlichen Zug- und Stoßeinrichtung ausgerüstet. Die Drehgestelle sind über Drehzapfen am Rahmen geführt. Die Radsätze sind an den Rollenlagern über Führungszapfen am Drehgestell gelagert. In je zwei Buchsen des Achslagergehäuses befinden sich die Führungszapfen. Abgefedert werden die Drehgestelle mit einer Kombination von Schrauben- und Blattfedern.
Ursprünglich war als Antriebsanlage der Sechszylinder-Viertakt-Dieselmotor 6 LDA 28 verwendet worden, der 920 kW bei 750/min leistete. Der Dieselmotor besaß Motoraufladung und Ladeluftkühlung. Außer den üblichen Luftfiltern besaß er noch eine Ansaugschalldämpfung. Ein Abgasschalldämpfer reduzierte die Motorgeräusche. Über eine elastische Kupplung trieb der Motor das Strömungsgetriebe an, eine Lizenzbauart von Voith in St. Pölten. Dieses aus zwei Wandlern bestehende Getriebe schaltete automatisch je nach Motordrehzahl und Geschwindigkeit. Am Strömungsgetriebe nachgeschaltet war ein Nachschaltgetriebe für die Geschwindigkeiten 60 km/h im Rangiergang bzw. 100 km/h im Streckengang. Nach dem Getriebe war das Wendegetriebe angeflanscht. Davon wurden über Gelenkwellen die Innenradsätze der Drehgestelle angetrieben, die äußeren Radsätze mit Durchtrieben.
Die Lichtmaschine bzw. die Batterie versorgte das Bordnetz der Lokomotive, welches eine Spannung von 110 V aufwies. An der Stirnseite des großen Vorbaus war das Kühlaggregat angebaut, es besaß je Seite 8 Kühlelemente. Ein hydrostatisch angetriebenes Lüfterrad sorgte für die Rückkühlung des Kühlwassers. Die Rückkühlung des Motorschmieröles und des Getriebeöles wurde mit Wärmetauschern vorgenommen. Ursprünglich waren die Lokomotiven für den Reisezugdienst mit einem ölgefeuerten Heizkessel, später mit elektrischem Heizgenerator, ausgerüstet. Die Lokomotiven für den Rangierdienst besaßen an dieser Stelle einen Ballast.